# Kasensero
Kasensero ist ein Fischerdorf im Süden Ugandas am Ufer des Victoriasees nahe der Grenze zu Tansania. Es gilt als der Ort in Afrika, an dem AIDS zuerst als Seuche auftrat.
Eine Bedingung für das plötzliche und gehäufte Auftreten der Krankheit in dem Ort im Distrikt Rakai im Jahr 1982 könnte der nahe gelegene East African Highway mit starkem und weit reichendem Güter- und Personenverkehr gewesen sein. Zudem war und ist in Kasensero Prostitution stark verbreitet. 1982 starben in Kasensero plötzlich Dutzende Menschen. Heute existiert noch immer keine Testmöglichkeit auf den Erreger in dem Ort.
Für Uganda wird gegenwärtig von einer Zahl von einer Million Menschen ausgegangen, die mit dem HI-Virus infiziert sind.